# Solutions fondées sur la nature

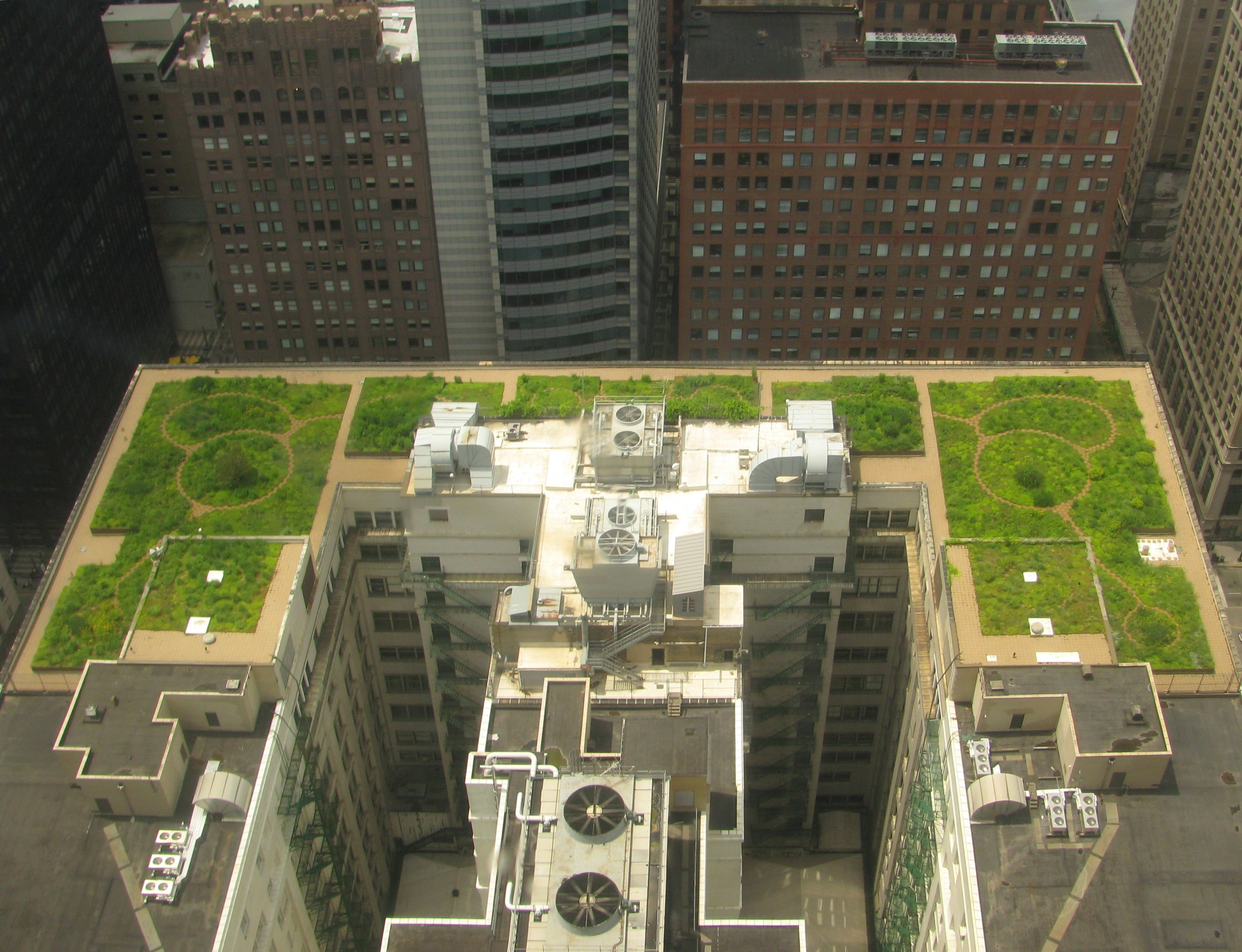
Le toit vert de l'hôtel de ville de Chicago.

Les solutions fondées sur la nature (SFN) — en anglais : nature-based solutions (NBS) — font référence à la gestion et à l'utilisation durables de la nature pour relever les défis socio-environnementaux. Ces défis incluent des questions telles que le changement climatique, la sécurité de l'eau, la pollution de l'eau, la sécurité alimentaire, la santé humaine, la perte de biodiversité et la gestion des risques de catastrophes.

## Définition
La notion de solution fondée sur la nature a été proposée par l'Union internationale pour la conservation de la nature (UICN) lors de la Conférence des parties de la Convention-cadre des Nations unies sur les changements climatiques en 2009, à Copenhague. Ce concept venait à l'origine en remplacement ou complément de celui d'« Ingénierie écologique », perçu comme trop industriel. Aux antipodes du paradigme industriel, les solutions fondées sur la nature (SFN) posent « la préservation de la nature en condition nécessaire de l'élaboration de solutions techniques à des problèmes humains ».
L'UICN définit ainsi ces solutions : « les actions visant à protéger, gérer de manière durable et restaurer des écosystèmes naturels ou modifiés pour relever directement les défis de société de manière efficace et adaptative, tout en assurant le bien-être humain et en produisant des bénéfices pour la biodiversité ». Elles « s’appuient sur les écosystèmes afin de relever les défis globaux comme la lutte contre les changements climatiques, la gestion des risques naturels, la santé, l’accès à l’eau, la sécurité alimentaire… ».
La définition des SFN par la Commission européenne indique que ces solutions sont « inspirées et soutenues par la nature, sont rentables, fournissent simultanément des avantages environnementaux, sociaux et économiques et contribuent à renforcer la résilience. Ces solutions apportent davantage de nature et de caractéristiques et processus naturels, et plus diversifiés, dans les villes, les paysages et les écosystèmes marins, par le biais d'interventions systémiques, efficaces en termes de ressources et adaptées aux conditions locales ». En 2020, la définition de la CE a été mise à jour pour souligner davantage que « les solutions fondées sur la nature doivent bénéficier à la biodiversité et soutenir la fourniture d'une gamme de services écosystémiques ». Les projets de recherche et d'innovation sur les SFN financés par le programme-cadre de l'UE doivent répondre à cette définition.
L'Initiative pour des solutions fondées sur la nature les définit quant à elle comme « des actions qui travaillent avec la nature et l'améliorent afin d'aider les gens à s'adapter au changement et aux catastrophes ». Avec les SFN, des écosystèmes sains, résilients et diversifiés (qu'ils soient naturels, gérés ou nouvellement créés) peuvent fournir des solutions au bénéfice des sociétés et de la biodiversité globale.

## Analyse par le GIEC
Le sixième rapport d'évaluation du GIEC évoque les solutions fondées sur la nature et en particulier que l'adaptation fondée sur les écosystèmes (ecosystem based adaptation en anglais, EBA), qui en est un sous-ensemble. Le GIEC indique avec une confiance élevée que cette dernière est efficace pour réduire les risques que le réchauffement climatique fait peser sur les humains, la biodiversité et les services écosystémiques. Parmi les actions d'adaptation fondées sur les écosystèmes identifiées par le GIEC comme efficaces et disponibles figurent la reforestation, l'agroécologie et l'agroforesterie, la protection ou la restauration des zones humides telles que les tourbières, la protection ou la restauration des écosystèmes marins et la végétalisation urbaine. Ainsi, le maintien de zones humides peut aider à réduire les risques d'inondation fluviale ou de submersion marine et la végétalisation des villes peut aider à réduire localement la température (confiance élevée à très élevée),,,,,.
Néanmoins, l'efficacité de l'adaptation fondée sur les écosystèmes diminue à mesure que le réchauffement augmente, ce qui en constitue une limite, cf. section ci-après ; il en découle que les solutions fondées sur la nature ne doivent pas être envisagées comme un substitut aux réductions des émissions de GES (confiance élevée),.

## Mise en œuvre
Par exemple, la restauration ou la protection des mangroves le long des côtes utilise une solution fondée sur la nature pour accomplir plusieurs choses : les mangroves modèrent l'impact des vagues et du vent sur les établissements ou les villes côtières et séquestrent le CO2 ; elles fournissent également des nurseries sûres pour la vie marine qui peuvent être à la base du maintien de populations de poissons dont les populations locales peuvent dépendre ; en outre, les mangroves peuvent aider à contrôler l'érosion côtière résultant de l'élévation du niveau de la mer. 
De même, dans les villes, les toits ou les murs végétalisés sont des solutions fondées sur la nature qui peuvent être utilisées pour modérer l'impact des températures élevées, capter les eaux de pluie, réduire la pollution et agir comme des puits de carbone, tout en ayant un effet positif sur la biodiversité.
Des approches de conservation et des initiatives de gestion de l'environnement sont mises en œuvre depuis des décennies. Ce qui est nouveau, c'est que les avantages de ces solutions fondées sur la nature pour le bien-être humain ont été bien articulés plus récemment. Même si le terme lui-même est encore en cours d'élaboration, on peut trouver des exemples de solutions fondées sur la nature dans le monde entier, et les imiter. Les solutions fondées sur la nature sont en passe d'être intégrées dans les politiques et les programmes nationaux et internationaux (par exemple, la politique de lutte contre le changement climatique, la législation, les investissements dans les infrastructures et les mécanismes de financement). Par exemple, le thème de la Journée mondiale de l'eau 2018 était « La nature pour l'eau » et le Rapport mondial sur la mise en valeur des ressources en eau de l'ONU qui l'accompagne s'intitulait « Solutions fondées sur la nature pour l'eau ». De même, lors du Sommet de l'action pour le climat de l'ONU de 2019, les solutions fondées sur la nature ont été l'un des principaux sujets abordés, en tant que méthode efficace de lutte contre le changement climatique. Une « Coalition pour des solutions fondées sur la nature » a été créée, comprenant des dizaines de pays, sous la direction de la Chine et de la Nouvelle-Zélande.

### Radiographie
- Mathieu Vidard, « Les solutions fondées sur la nature : En partenariat avec le Comité Français de l'UICN », sur France Inter, 17 mars 2021.